# Colin Campbell (1er baron Clyde)
Pour les articles homonymes, voir Colin Campbell et Campbell.
Colin Campbell (20 octobre 1792 - 14 août 1863), 1er baron Clyde, est un militaire britannique qui s'illustre durant la guerre d'indépendance espagnole, la guerre de Crimée et plusieurs conflits coloniaux.

## Biographie
Campbell est né sous le nom de Colin Macliver dans la famille modeste d'un menuisier de Glasgow. Il est éduqué par son oncle maternel, le colonel John Campbell, qui obtient son recrutement dans l'armée en 1807 et il change son nom pour Campbell. Enseigne dans le 9e régiment d'infanterie, il est déployé au Portugal pour combattre durant la guerre d'indépendance espagnole et il s'illustre à Roliça, à Vimeiro et à La Corogne. En 1809, il combat en Hollande mais contracte le paludisme et les séquelles l'affectent toute sa vie. De retour en Espagne, il combat à Barrosa, à Vitoria ainsi qu'à Saint-Sébastien où il commande l'avant-garde qui prend d'assaut la forteresse. Bien que blessé à deux reprises, il mène à nouveau ses hommes lors de la bataille de la Bidassoa où il est à nouveau touché. Renvoyé en Angleterre avec le grade de capitaine, il est déployé en Nouvelle-Écosse avec le 60e régiment de fusiliers mais il semble être resté à l'écart de la guerre anglo-américaine. Affecté au 21e régiment de fusiliers en 1818, il participe à la répression de la révolte des esclaves (en) de Démérara en 1823. Nommé commandant du 98e régiment d'infanterie en 1835, il est déployé en Chine lors de la première guerre de l'opium en 1842. Campbell est promu colonel la même année et est fait compagnon l'ordre du Bain.
Devenu brigadier-général en 1846, il commande une brigade lors de la seconde guerre anglo-sikhe de 1848-1849 et ses actions lui valent d'être fait chevalier commandeur de l'ordre du Bain. Il envisage alors de prendre sa retraite mais le gouverneur général des Indes James Broun-Ramsay le persuade de rester dans l'armée et il passe les trois années qui suivent à surveiller la frontière nord-ouest de l'Inde britannique. Il retourne en Grande-Bretagne pour la première fois en douze ans en mars 1853 et l'année suivante, le commandant-en-chef Henry Hardinge lui propose le commandement d'une brigade devant être déployée dans le cadre de la guerre contre la Russie. Il accepte et est promu major-général, il commande le 93e régiment d'infanterie lors de la bataille de l'Alma mais c'est à Balaklava qu'il s'illustre le 25 octobre 1854.
Alors que la cavalerie russe était sur le point de prendre le contrôle de la baie de Balaklava par laquelle transite la quasi-totalité du ravitaillement des forces britanniques assiégeant Sébastopol, Campbell déploie les 400 hommes sous son commandement en une « mince ligne rouge ». Leurs trois salves déciment les cavaliers russes et permettent de gagner du temps jusqu'à l'arrivée des renforts. Cette action vaut à Campbell d'être considéré comme un héros et après son retour en Angleterre au terme du siège de Sébastopol en 1855, il fait chevalier grand-croix de l'ordre du Bain et est promu général.
Au déclenchement de la rébellion indienne de 1857, il est envoyé en Inde et lève le siège de Lucknow (en) en novembre avant d'évacuer la ville. Le mois suivant, il bat le chef rebelle Tatya Tope (en) à Cawnpore puis reprend Lucknow en mars 1858 au terme d'un bref siège. Il consacre le reste de l'année à la pacification du centre de l'Inde et le 3 août 1858, il est anobli 1er baron Clyde d'après le district écossais de Clydesdale. Il reste dans le sous-continent deux années de plus mais sa santé déclinante l'oblige à rentrer en Grande-Bretagne en 1860. Promu maréchal le 14 août 1863, Campbell meurt dans sa résidence de Chatham le 14 août 1863 et est inhumé dans l'abbaye de Westminster.